# Грегъри Ла Кава
Грегъри Ла Кава (на английски: Gregory La Cava) е американски режисьор от италиански произход.

## Биография
Грегъри Ла Кава е роден на 10 март 1892 година в Тоуонда, Пенсилвания. Баща му е обущар и семейството се премества в Рочестър, Ню Йорк. Ла Кава е репортер за Rochester Evening News и учи в Art Institute of Chicago. Той е член на Лигата на студентите по изкуства.

### Кариера
До 1922 година Ла Кава се превръща в режисьор на двуролкови комедии, пряк конкурент на анимационните филми. Ла Кава си проправя път до игралните филми в ерата на нямите филми, но днес той е най-известен с работата си в звукови филми от 1930-те години – особено комедии. И въпреки че не винаги е получавал признание, той също често е участвал в създаването на сценариите за своите филми.
След 1922 година Ла Кава става режисьор на игрален филм. През 1937 г. нюйоркските филмови критици присъждат наградата си на Ла Кава за работата му по филма „Врата на сцената“. Продуктивността му спада рязко през 1940 г. и той официално режисира само един филм след 1942 г., „Живей на широко“ с Джийн Кели (1947). През 1948 г. Грегъри трябваше да режисира комедията „Едно докосване на Венера“, но планираната главна жена Мери Мартин, която също играе ролята на Бродуей, забременява и правата върху продукцията са прехвърлени на друго филмово студио. Мартин беше заменена от Ава Гарднър а Ла Кава е отстранен от снимките поради прогресиращи проблеми с алкохола.
Той получава две номинации за „Оскар“ за най-добър режисьор.

### Персонален живот
Грегъри Ла Кава и първата му съпруга Берил имат син. Те се развеждат през 1937 г. На 2 декември 1940 г. Ла Кава се жени за г-жа Грейс О. Гарланд, вдовица на Уилям Дж. Гарланд.

### Смърт
Грегъри Ла Кава почива на 1 март 1952 г. в съня си в дома си. Останките му са погребани в параклиса на Крематорията на боровете.

## Избрана филмография
| Година | Филм               | Оригинално заглавие |
| ------ | ------------------ | ------------------- |
| 1936   | Моят иконом Годфри | My Man Godfrey      |
| 1937   | Врата на сцената   | Stage Door          |